# 双河街道 (北票市)
双河街道，是中华人民共和国辽宁省朝阳市北票市下辖的一个乡镇级行政单位。

## 行政区划
双河街道下辖以下地区：
电厂社区、骆铁社区、铁东社区、铁西社区、金南社区和金北社区。